# Kaleka (film 1973)
Kaleka (ang. The Amputee)	– amerykański film krótkometrażowy  z 1974 r. w reżyserii Davida Lyncha.

## Fabuła
Do pokoju kobiety piszącej list wchodzi lekarz, który owija kikuty uciętych nóg w okolicy kolan.

## Obsada
- David Lynch jako Lekarz
- Catherine E. Coulson jako Kobieta